# 熊書頤
熊書頤（英語：Cher Hung Shee Yee，1981年10月1日—），香港商業電台節目主持人，1999年畢業於拔萃女書院中五年級，求學時熱心游泳 。母親馮肖玲。熊書頤2004年香港大學精算畢業後曾留學英國。

## 著作
- Dr. Tim; 阮子健; 熊書頤. . 香港: 明窗出版社有限公司. 2012年6月. ISBN 9789888135301.